# 秀钟乡
秀钟乡，是中华人民共和国四川省广元市剑阁县下辖的一个乡镇级行政单位。

## 行政区划
秀钟乡下辖以下地区：
秀山村、东山村、柏堰村、兴盛村、太清村、王河村、双星村、青岭村和荷花村。